# HD92817
HD92817 — хімічно пекулярна зоря спектрального класу A1, що має видиму зоряну величину в смузі V приблизно  9,8.
Вона  розташована на відстані близько 809,3 світлових років від Сонця.